# Owen Oglethorpe
Owen Oglethorpe, död den 31 december 1559, var en engelsk kyrkoman, främst känd för att det var han som krönte Elisabet I av England.

## Biografi
Owen Oglethorpe föddes i Tadcaster i Yorkshire (där han senare grundade en skola) och utbildade sig vid Magdalen College, Oxford, där han valdes in som  fellow 1526 och fick sin Master of Arts 1529 och sin  Doctor of Divinity 1536. Han fick olika poster vid universitetet och som kanik både vid Christ Church, Oxford och St. George's Chapel, Windsor. Han var impoulär bland puritanerna och tvingades avstå sina akademiska poster 1552, men utsågs av drottning Maria till dekan av Windsor 1553. Han blev biskop av Carlisle 1557 och krönte Elisabet I den 15 januari 1559, men berövades sitt biskopssäte senare samma år.